# Jimmy Smith (Footballspieler, 1988)
James Michael Smith (* 26. Juli 1988 in Fontana, Kalifornien) ist ein ehemaliger US-amerikanischer American-Football-Spieler auf der Position des Cornerbacks. Von 2011 bis 2021 spielte er für die Baltimore Ravens in der National Football League (NFL).

## Frühe Jahre
Smith wuchs in einfachen Verhältnissen in Colton, Kalifornien, auf. Dort besuchte er die Colton High School, an der er in der Footballmannschaft aktiv war. Er spielte als Wide Receiver und als Cornerback in einem Team unter anderem zusammen mit Daniel Sorensen und Tyler Ervin. Er wurde ins First-Team All-Conference sowohl in der Offense als auch in der Defense gewählt. Nach seinem Highschoolabschluss erhielt er ein Stipendium der University of Colorado Boulder, für die er von 2007 bis 2010 für die Footballmannschaft College Football spielte. In seinem ersten Jahr kam er schon regelmäßig zum Einsatz, ab seinem zweiten Jahr war er Stammspieler. Insgesamt kam er in 41 Spielen zum Einsatz, bei denen er insgesamt 164 Tackles und 3 Interceptions verzeichnen konnte. Zusätzlich konnte er einen Fumble erzwingen und zwei defensive Touchdowns erzielen. In seinem letzten Jahr wurde er dafür ins First-Team All-Big 12 gewählt.

## NFL
Beim NFL-Draft 2011 wurde Smith in der 1. Runde an 27. Stelle von den Baltimore Ravens ausgewählt. In seinem ersten Jahr war er größtenteils nur Backup. Sein NFL-Debüt gab er am 1. Spieltag der Saison 2011 beim 35:7-Sieg gegen die Pittsburgh Steelers, bei dem er sich allerdings am Knöchel verletzte und für die nächsten 5 Spiele ausfiel. Am 9. Spieltag konnte er beim 23:20-Sieg erneut gegen die Pittsburgh Steelers sein erstes Tackle verzeichnen, am 11. Spieltag seine erste Interception beim 31:24-Sieg gegen die Cincinnati Bengals von Quarterback Andy Dalton. Am 13. Spieltag stand er das erste Mal in der Startformation der Ravens. Beim 24:10-Sieg gegen die Cleveland Browns konnte er erneut einen Pass intercepten, diesmal von Colt McCoy. Insgesamt kam er in seiner Rookie-Saison in 12 Spielen zum Einsatz, davon dreimal als Starter. Dabei verzeichnete er 20 Tackles und 2 Interceptions. Da die Ravens in dieser Saison 12 Spiele gewannen und nur 4 verloren, konnten sie die AFC-North-Division gewinnen und sich somit für die Playoffs qualifizieren. Dort gab Smith am 15. Januar 2012 beim 20:13-Sieg gegen die Houston Texans in der 2. Runde sein Debüt. Er hatte dabei 2 Tackles. Beim nachfolgenden AFC Championship Game gegen die New England Patriots stand er erstmals in der Startformation in einem Postseason-Spiel. Dabei konnte er im 4. Quarter eine Interception von Tom Brady fangen, die 20:23-Niederlage jedoch nicht verhindern.
Auch in seiner 2. Saison war er hauptsächlich Backup als Cornerback und kam in insgesamt 12 Spielen zum Einsatz, davon jedoch nur zweimal als Starter. Mit den Ravens konnte er 10 Spiele gewinnen und 6 verlieren, und somit erneut die AFC North gewinnen und sich für die Playoffs qualifizieren. In den Spielen in den ersten beiden Runden, Siegen gegen die Indianapolis Colts und Denver Broncos, kam er fast gar nicht zum Einsatz. Beim AFC Championship Game, erneut gegen die New England Patriots, konnte er 2 Tackles verzeichnen. Die Ravens konnten dieses Spiel jedoch mit 28:13 gewinnen und sich somit für Super Bowl XLVII gegen die San Francisco 49ers qualifizieren. In dem Spiel konnte er kurz vor Spielende einen Pass des gegnerischen Quarterbacks Colin Kaepernick verteidigen und ihnen somit zum Sieg im Super Bowl verhelfen. In der Saison 2013 wurde Smith erstmals fester Stammspieler für die Ravens. Er spielte in allen 16 Spielen von Beginn an. Dabei konnte er 58 Tackles verzeichnen, seinen Karrierehöchstwert. Die Ravens konnten an ihre Leistung der Vorsaison allerdings nicht anknüpfen und nur 8 Spiele gewinnen. In der Saison 2014 war er zu Saisonbeginn wieder Starter, allerdings verletzte er sich bei der 24:27-Niederlage gegen die Cincinnati Bengals am linken Fuß. Er wurde auf die Injured Reserve Liste gesetzt und fiel für die restliche Saison aus.
Nichtsdestotrotz bekam Smith vor der Saison einen neuen Vertrag von den Ravens über 4 Jahre und 41 Millionen US-Dollar. Auch in der Saison 2015 war er wieder Stammspieler. Am 1. Spieltag konnte er bei der 13:19-Niederlage gegen die Denver Broncos zu Beginn des 3. Quarters einen Pass von Peyton Manning intercepten und in die gegnerische Endzone tragen. Dies war der erste Touchdown seiner NFL-Karriere. Bei der 33:37-Niederlage gegen die Oakland Raiders am 2. Spieltag konnte er Quarterback Derek Carr einmal sacken, sein erster Sack der Karriere. Auch in den nächsten Jahren kam er stets als Stammspieler zum Einsatz. Am 5. Spieltag der Saison 2017 konnte er beim 30:17-Sieg gegen die Oakland Raiders einen Fumble von Tight End Jared Cook aufnehmen und daraus erneut einen Touchdown erzielen. Am 8. Spieltag konnte er beim 40:0-Sieg gegen die Miami Dolphins seinen 2. Touchdown der Saison erzielen, diesmal nach einer gefangenen Interception von Matt Moore. Am 11. Spieltag fing er seine 3. Interception der Saison, diesmal beim 23:0-Sieg gegen die Green Bay Packers von Brett Hundley. Die 3 Interceptions sind Karrierehöchstwert von Smith, zusammen mit ebenfalls 3 Interceptions 2015. Zu Beginn der Saison 2018 wurde er von der NFL für 4 Spiele aufgrund von Verstößen gegen den Verhaltenskodex suspendiert. Er kam jedoch als Starter wieder zurück und konnte am 14. Spieltag bei der 24:27-Niederlage gegen die Kansas City Chiefs erstmals in seiner Karriere mehr als 10 Tackles in einem Spiel verzeichnen. Insgesamt erreichte er 11 Tackles, dies ist sein Karrierehöchstwert. Daneben konnte er am 17. Spieltag beim 26:24-Sieg gegen die Cleveland Browns einen weiteren Karrierehöchstwert erreichen, er fing 2 Interceptions von Baker Mayfield.
In der Saison 2019 verlor er seinen Stammplatz aufgrund von Verletzungen und guten Leistungen von Marlon Humphrey und Marcus Peters teilweise. Er kam nur noch in insgesamt 9 Spielen zum Einsatz, davon fünfmal als Starter. Dabei kam er am 9. Spieltag beim 37:20-Sieg gegen die New England Patriots zu seinem 100. Einsatz in der NFL, dabei konnte er 3 Tackles verzeichnen. Vor der Saison 2020 unterschrieb er einen neuen Vertrag über ein Jahr bei den Ravens. Er hatte zwar wieder mit Verletzungen zu kämpfen, kam in der Saison aber trotzdem auf 11 Einsätze. Außerdem konnte er zum dritten Mal in Folge mit den Ravens die Playoffs erreichen, jedoch konnten sie das erste Mal seit dem Super-Bowl-Sieg 2012 die 1. Runde überstehen. Er kam beim 20:13-Sieg gegen die Tennessee Titans, wie schon bei der Niederlage im vorherigen Jahr, zum Einsatz. In der Saison 2021 hatte er erneut mit Verletzungen zu kämpfen. Er kam über die Rolle eines Backups nicht hinaus und kam in insgesamt nur 10 Spielen zum Einsatz.
Am 3. Oktober 2022 gab Smith sein Karriereende bekannt.

## Karrierestatistiken
| Legende | Legende            |
| ------- | ------------------ |
| Fett    | Karrierehöchstwert |
|         | Super-Bowl-Sieg    |

### Regular Season
| Saison                             | Team             | Spiele | Spiele  | Tackles | Tackles | Tackles | Tackles | Tackles | Interceptions | Interceptions | Interceptions | Interceptions | Interceptions | Interceptions | Fumbles | Fumbles | Fumbles |
| Saison                             | Team             | Gesamt | Starter | Gesamt  | Solo    | Assist  | Sack    | Safety  | PD            | Int           | Yards         | Avg           | Lang          | TD            | FF      | FR      | TD      |
| ---------------------------------- | ---------------- | ------ | ------- | ------- | ------- | ------- | ------- | ------- | ------------- | ------------- | ------------- | ------------- | ------------- | ------------- | ------- | ------- | ------- |
| 2011                               | Ravens           | 12     | 3       | 20      | 20      | 0       | 0,0     | 0       | 8             | 2             | 48            | 24,0          | 32            | 0             | 0       | 0       | 0       |
| 2012                               | Ravens           | 11     | 2       | 34      | 30      | 4       | 0,0     | 0       | 3             | 0             | 0             | 0,0           | 0             | 0             | 0       | 0       | 0       |
| 2013                               | Ravens           | 16     | 16      | 58      | 49      | 9       | 0,0     | 0       | 15            | 2             | 0             | 0,0           | 0             | 0             | 3       | 0       | 0       |
| 2014                               | Ravens           | 8      | 8       | 28      | 22      | 6       | 0,0     | 0       | 6             | 1             | 31            | 31,0          | 31            | 0             | 0       | 0       | 0       |
| 2015                               | Ravens           | 16     | 16      | 54      | 48      | 6       | 1,0     | 0       | 10            | 3             | 24            | 8,0           | 24            | 1             | 0       | 0       | 0       |
| 2016                               | Ravens           | 11     | 11      | 32      | 29      | 3       | 0,0     | 0       | 4             | 0             | 0             | 0,0           | 0             | 0             | 0       | 0       | 0       |
| 2017                               | Ravens           | 12     | 12      | 28      | 26      | 2       | 0,0     | 0       | 9             | 3             | 58            | 19,3          | 50            | 1             | 0       | 1       | 1       |
| 2018                               | Ravens           | 12     | 10      | 45      | 34      | 11      | 0,0     | 0       | 9             | 2             | 4             | 2,0           | 4             | 0             | 0       | 0       | 0       |
| 2019                               | Ravens           | 9      | 5       | 30      | 28      | 2       | 1,0     | 0       | 6             | 1             | 7             | 7,0           | 7             | 0             | 0       | 0       | 0       |
| 2020                               | Ravens           | 11     | 5       | 27      | 23      | 4       | 1,0     | 0       | 1             | 0             | 0             | 0,0           | 0             | 0             | 0       | 1       | 0       |
| 2021                               | Ravens           | 10     | 2       | 18      | 15      | 3       | 0,0     | 0       | 3             | 0             | 0             | 0,0           | 0             | 0             | 0       | 0       | 0       |
| Gesamte Karriere                   | Gesamte Karriere | 128    | 90      | 374     | 324     | 50      | 3,0     | 0       | 74            | 14            | 172           | 12,3          | 50            | 2             | 3       | 2       | 1       |
| Quelle: pro-football-reference.com |                  |        |         |         |         |         |         |         |               |               |               |               |               |               |         |         |         |

### Postseason
| Saison                             | Team             | Spiele | Spiele  | Tackles | Tackles | Tackles | Tackles | Tackles | Interceptions | Interceptions | Interceptions | Interceptions | Interceptions | Interceptions | Fumbles | Fumbles | Fumbles |
| Saison                             | Team             | Gesamt | Starter | Gesamt  | Solo    | Assist  | Sack    | Safety  | PD            | Int           | Yards         | Avg           | Lang          | TD            | FF      | FR      | TD      |
| ---------------------------------- | ---------------- | ------ | ------- | ------- | ------- | ------- | ------- | ------- | ------------- | ------------- | ------------- | ------------- | ------------- | ------------- | ------- | ------- | ------- |
| 2011                               | Ravens           | 2      | 1       | 3       | 1       | 2       | 0,0     | 0       | 1             | 1             | 39            | 39,0          | 39            | 0             | 0       | 1       | 0       |
| 2012                               | Ravens           | 4      | 0       | 4       | 4       | 0       | 0,0     | 0       | 2             | 0             | 0             | 0,0           | 0             | 0             | 0       | 0       | 0       |
| 2018                               | Ravens           | 1      | 1       | 7       | 7       | 0       | 0,0     | 0       | 1             | 0             | 0             | 0,0           | 0             | 0             | 0       | 0       | 0       |
| 2019                               | Ravens           | 1      | 0       | 0       | 0       | 0       | 0,0     | 0       | 1             | 0             | 0             | 0,0           | 0             | 0             | 0       | 0       | 0       |
| 2020                               | Ravens           | 2      | 1       | 5       | 3       | 2       | 0,0     | 0       | 1             | 0             | 0             | 0,0           | 0             | 0             | 0       | 0       | 0       |
| Gesamte Karriere                   | Gesamte Karriere | 10     | 3       | 19      | 15      | 4       | 0,0     | 0       | 5             | 1             | 39            | 39,0          | 39            | 0             | 0       | 1       | 0       |
| Quelle: pro-football-reference.com |                  |        |         |         |         |         |         |         |               |               |               |               |               |               |         |         |         |